# Primal (película)
Primal (titulada: Travesía salvaje en España o Instinto Predador en Hispanoamérica) es una película de acción y suspenso estadounidense estrenada en 2019 y dirigida por Nick Powell. La protagonizan Nicolas Cage y Famke Janssen.

## Sinopsis
Un cazador que trabaja para zoológicos compra un pasaje en un barco de carga que transporta un grupo de animales exóticos de la Amazonia, que incluye un raro jaguar. A los dos días de comenzar el viaje, un asesino político que ha sido extraditado en secreto desde los Estados Unidos dentro del barco, consigue escapar y en el proceso libera a muchos de los animales cautivos, dejando el barco sumido en el caos.

## Reparto

### Roles principales
- Nicolas Cage como Frank Walsh.
- Famke Janssen como Dr. Ellen Taylor.
- Kevin Durand como Richard Loffler.
- Michael Imperioli como Paul Freed.
- LaMonica Garrett como Ringer.
- Rey Hernandez.
- Tommy Walker.

### Roles secundarios
- Joseph Oliveira como Alfonso Diaz.
- John Lewis como Harrison.
- Sewell Whitney como Scuddy.
- Drake Shannon como Miller.
- Brian Tester como Comandante Delaney.
- Jaime Irizarry como Dominic Delgado - Chef.
- Braulio Castillo (hijo) como Capitán Morales.
- Daniel Salinas González como Barnett.
- Pablo Tufino como Diego.
- Jeremy Nazario como Rafael.